# スピードスケート
スピードスケート (speed skating) は、スケート靴を履いて1周400mのスケートリンクを周回し、ゴールタイムを競うアイススケートの競技。広義では、1周111.12mのトラックを使うショートトラックスケート競技を含めることもある。ショートトラックに対してロングトラックまたはアウトトラックともいう。

## 歴史

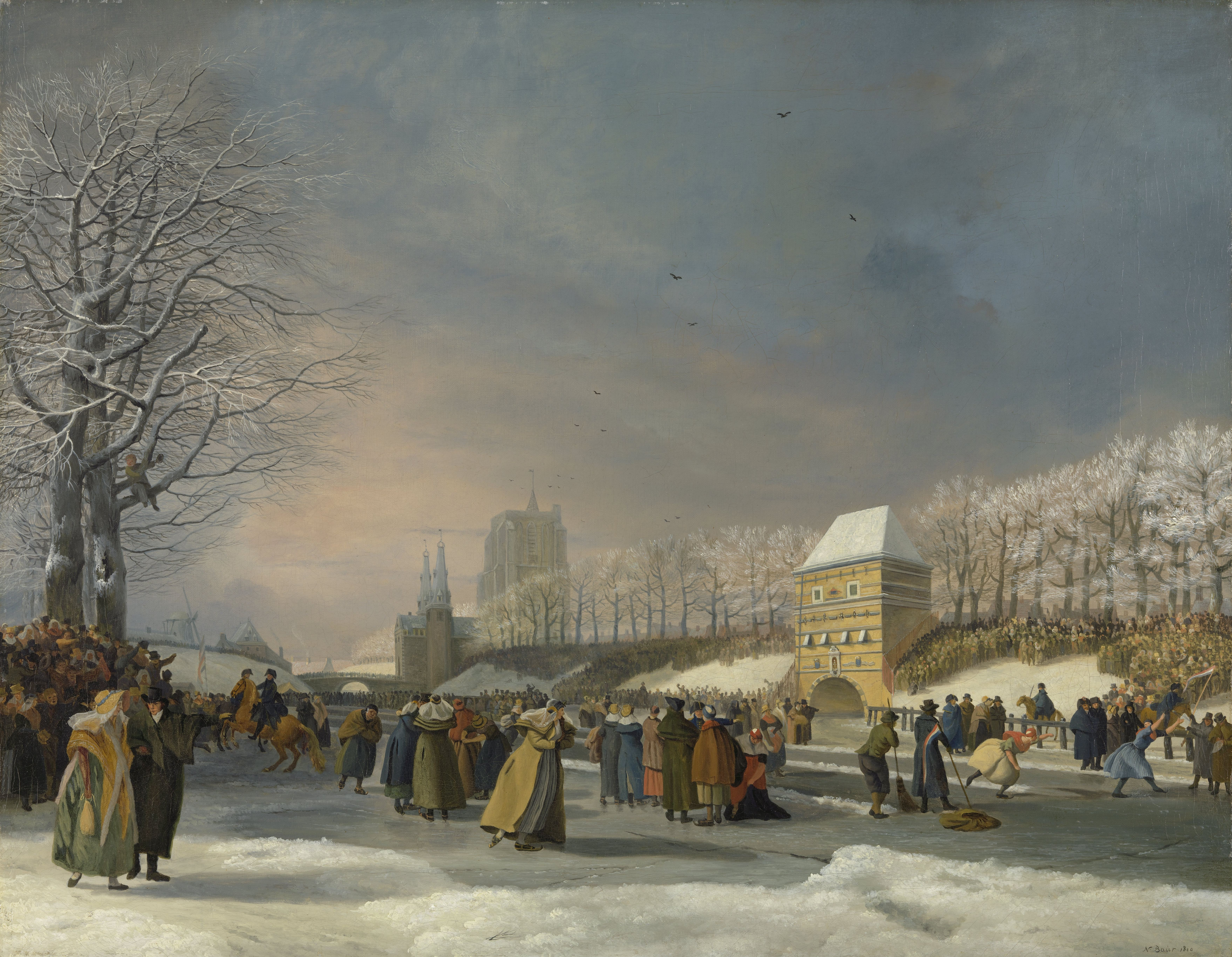
ニコラス・バウアー 画: オランダレーワルデンの運河で行われた女子スピードスケート競技の様子（1809年）

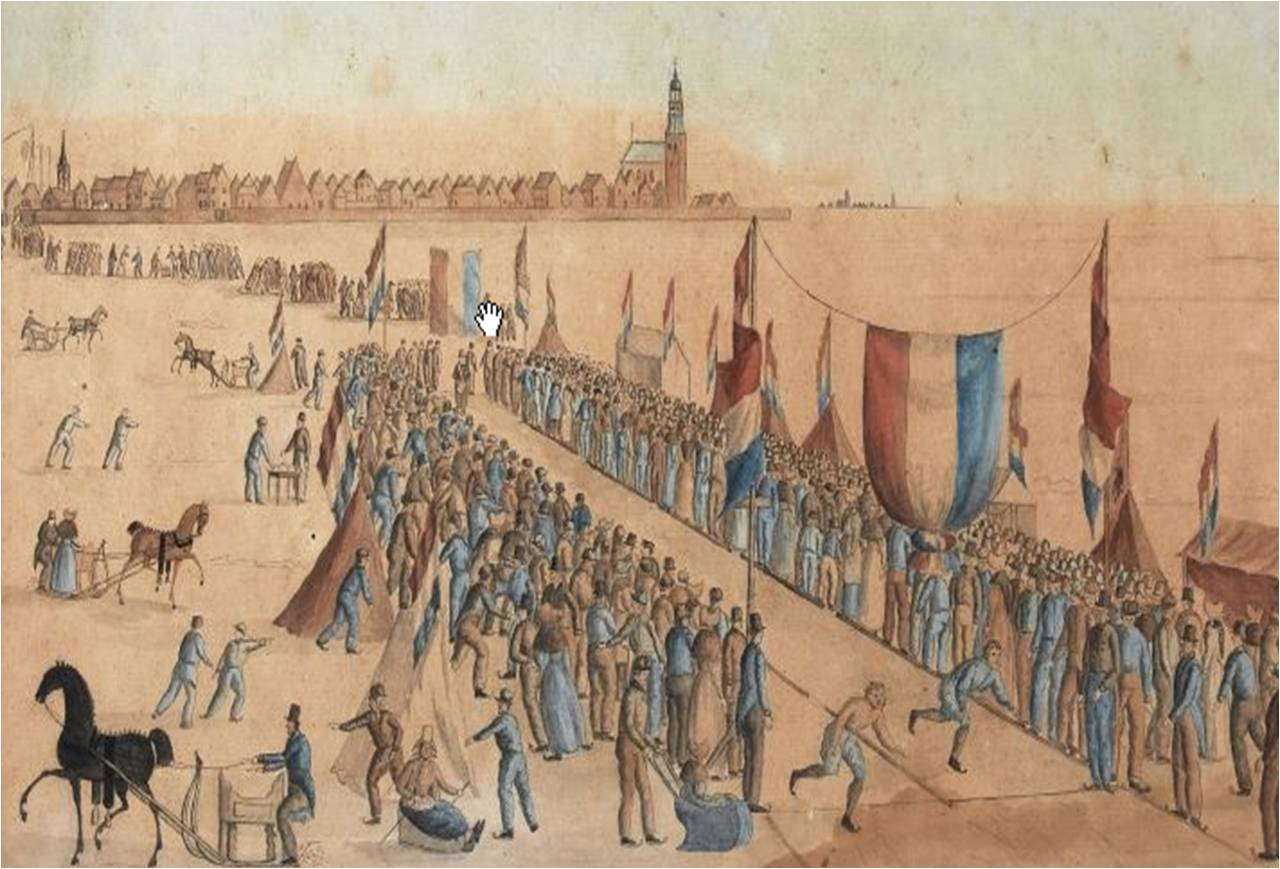
オランダヒンデローペンのゾイデル海でのスピードスケートの試合（1828年）

発祥の地はオランダと言われ、古くから冬の間凍った運河や川を行き来するための交通手段として発達し、13世紀頃には、木靴の底に鉄製のブレード（刃）を取り付けた現在のスケートシューズの原型が出現した。1892年に国際スケート連盟 (ISU) が発足。翌1893年にアムステルダムで世界選手権が開催され、これが今に残る最古の世界大会となっている。

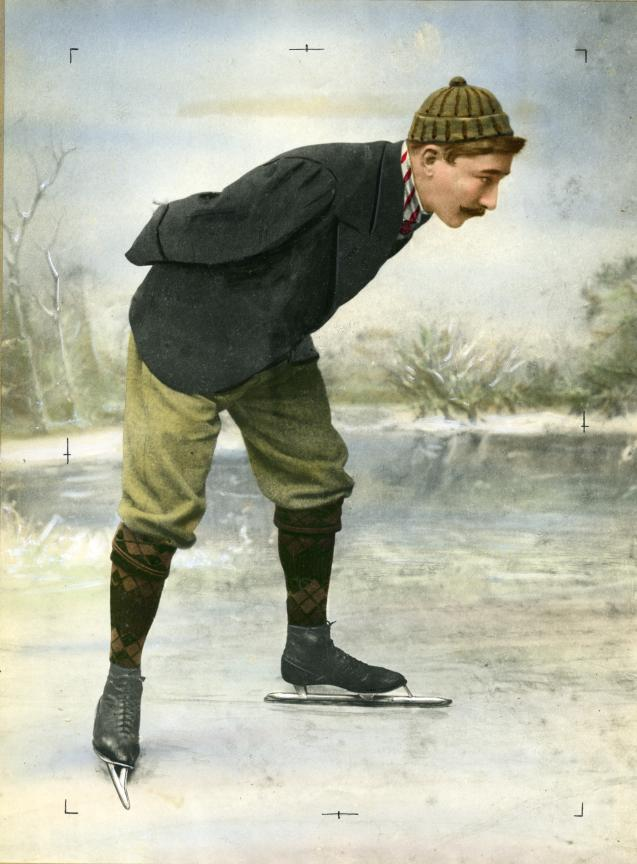
史上初の公式世界チャンピオンヤープ・エデンの手彩色写真（1890～1900年）

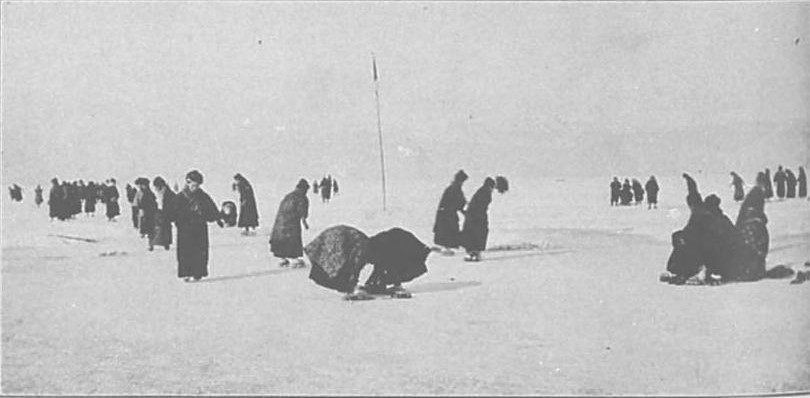
1912年（明治45年/大正元年）長野県諏訪湖で羽織袴姿で下駄スケートを楽しむ女性たち。

日本には19世紀末に北海道に伝わり、その後、東北や長野など環境に恵まれた地方で競技が普及し、1929年、大日本スケート競技連盟が発足した。
オリンピックの種目となったのは第1回冬季オリンピックである1924年シャモニーオリンピックから。1988年カルガリーオリンピックでは初めて室内リンクが使用され、以降、1992年アルベールビルオリンピックを除き、各大会で新設の室内リンクが使用されている。
選手の能力やトレーニング方法の向上、また製氷技術の発達に伴って記録は縮まってきたが、1998年長野オリンピック直前に登場したスラップスケートは飛躍的な記録の向上を生み、機材の優劣が大きくかかわるスポーツという側面が強いことをあらためて示した。

## 競技場

スピードスケートで使用されるリンク

公式大会では、以下を満たすリンクが使用される。
- 屋外、屋内、または室内に設置されている。
- 1周の長さが333と1⁄3m - 400mである。
- 2つの180度カーブをもち、その内径は25 - 26mである。
- 2本のレーンに分けられており、内側が幅4m、外側が幅4m以上である。

### ダブルトラックとシングルトラック
レーンをイン・アウトの2つに区切って競技を行うものを「ダブルトラック方式」という。この方式ではバックストレート上に交差区域が設けられ、選手はここでレーンを入れ替える。なお、このときアウト側を滑走する選手が優先される。一方レーンを区切らずに競技を行うものは「シングルトラック方式」または「オープントラック方式」と呼ばれ、団体種目で採用される。

## 種目
国際大会（オリンピック・世界選手権など）では、以下の種目が開催される。

### 個人種目
施行距離：500m/1000m/1500m/3000m（女子のみ）/5000m/10000m（男子のみ）
ダブルトラック方式で滑走しタイムを競う。後述のマススタートも個人単位で順位が付けられるが、種目名として「個人種目」といえばこちらを指す。前述の通りオリンピックでは冬季の第1回にあたるシャモニー大会から実施されているが、現在の施行距離になったのはカルガリー大会からである。また、ワールドカップでは500mよりさらに短い100mが行われていたこともある（2008-09年シーズンを最後に廃止）。2度のフライングや妨害行為（アウト側の選手に道を譲らないなど）は失格の対象となる。各レーン1人ずつの滑走が基本だが、1500m以上では「カルテットスタート」と呼ばれる形式が採用されることもある。これは1本のレーンを2人で共有し、時間差をつけてスタートするものである。

### マススタート
施行距離：16周
出場選手が一斉に滑走し、着順に応じて得られる得点の合計を競う。オリンピックでは2018年平昌大会から採用される。施行距離は4周ずつ4つの区間（スプリント）に分けられており、各スプリントの最終周（4・8・12・16周目）を上位で通過した選手に下表のとおり得点が与えられる。転倒するか周回遅れにされた選手は失格となる。滑走エリアは全種目の中で最も広く、オープントラックの競技用レーンに加え内側の練習用レーン（上図の灰色部）も使用できる。多人数が密集して滑ることから、ヘルメットならびに肘・膝用プロテクター装着の義務付け、1周目での急加速や大幅に順位を上げる行為の禁止など安全性を考慮したルールが設けられている。
| 通過順位 | 中間スプリント (4・8・12周目） | 最終スプリント （16周目） |
| -------- | ------------------------------ | ------------------------- |
| 1位      | 3                              | 60                        |
| 2位      | 2                              | 40                        |
| 3位      | 1                              | 20                        |
| 4位      | -                              | 10                        |
| 5位      | -                              | 6                         |
| 6位      | -                              | 3                         |

### チームパシュート（団体追い抜き）
施行距離：8周（男子）/6周（女子）
3人1組のチームで滑走しタイムを競う、中距離相当の団体種目。オリンピックでは2006年トリノ大会から採用される。2つのチームがそれぞれホームストレートとバックストレートの中間地点からスタートし、より速いタイムで完走するか、相手チームに追いつけば勝ちである。3人目の選手がゴールした時点でのタイムが記録になるため、隊列から遅れる選手が出るとタイムロスにつながる。競技中は隊列の並びを自由に入れ替えることができ、最も大きな空気抵抗を受ける先頭を適宜交代することで体力を温存するといった戦略がとられるが、先頭を交代せず後ろの選手が押してカバーする戦略をとるチームもある。

### チームスプリント
施行距離：3周
3人1組のチームで滑走しタイムを競う、短距離相当の団体種目。スタート地点の配置や3人目の選手がゴールした時点でのタイムが記録される点はチームパシュートと同じだが、チームスプリントでは1周ごとに先頭の選手が離脱し、ゴールするのは最後尾でスタートした1人だけになる。ワールドカップでは2015-16年シーズンから実施されているが、オリンピックでは採用されていない。

## 大会の種類
国際大会・国内大会とも、主に『選手権大会』と『距離別大会』に分かれる。

### 選手権大会
複数の種目の合計得点により総合優勝を争う大会で、その種目の組み合わせによりさらに「（総合）選手権」と「スプリント選手権」に分かれる。
「（総合）選手権」では、男子が500m・1500m・5000m・10000m、女子が500m・1500m・3000m・5000mの各4種目の合計得点で総合優勝が争われる。「スプリント選手権」では、男女とも500mと1000mを2本ずつ滑った4種目の合計得点で勝敗を決する。
得点は、ゴールタイムを500mあたりに換算したもので、たとえば1500mでは（タイム÷3）がその種目の得点となるため、総合得点が低いものほど上位となる。この形式で行われる代表的な大会には「世界選手権」「世界スプリント選手権」「全日本選手権」「全日本スプリント選手権」がある。

### 距離別大会
単純に、各々の距離別（種目別）に優勝者を決する大会。オリンピックも、この距離別大会に相当する。
1周回しかない500mの場合、オリンピックでは1998年長野オリンピックからインスタート・アウトスタートの有利不利を是正するため、コースを入れ替えて2度のレースを行い、その合計タイムで順位を決定するように変更された。しかし、20年が経過した2018年平昌オリンピックから再び一発勝負に戻されている。
この形式で行われる代表的な大会は「オリンピック」「世界距離別選手権」「全日本距離別選手権」などがある。世界を転戦する「ワールドカップ」は、各々のレースは単独大会として行われ、なおかつ各距離各レースの順位点の合計をもって、各距離ごとにシーズン総合チャンピオンが決められる。

#### 大会
世界大会
- ユニバーシアードスピードスケート競技
- 四大陸スピードスケート選手権大会
- ISUスピードスケート・ワールドカップ
- ヨーロッパスピードスケート選手権大会
- アジア冬季競技大会スピードスケート競技
- 世界ショートトラックスピードスケート選手権大会

日本の大会
- 国民体育大会冬季大会スケート競技会スピードスケート
- 国民体育大会冬季大会スケート競技会ショートトラック
- ジャパンカップスピードスケート競技会
- 全日本ショートトラックスピードスケート選手権大会

ジュニア
- 世界ジュニアスピードスケート選手権大会
- 全日本ジュニアスピードスケート選手権大会
- 全日本ジュニアショートトラックスピードスケート選手権大会
- 日本学生氷上競技選手権大会
- 全国高等学校スケート選手権大会スピード競技
- 全国中学校スケート大会

## オリンピックの日本選手の活躍
過去のオリンピックでの日本人メダリストは次のとおり。
- 1984年サラエボオリンピック
【銀】北沢欣浩（男子500m）
- 1988年カルガリーオリンピック
【銅】黒岩彰（男子500m）
- 1992年アルベールビルオリンピック
【銀】黒岩敏幸（男子500m）
【銅】井上純一（男子500m）、宮部行範（男子1000m）、橋本聖子（女子1500m）
- 1994年リレハンメルオリンピック
【銅】堀井学（男子500m）、山本宏美（女子5000m）
- 1998年長野オリンピック
【金】清水宏保（男子500m）
【銅】清水宏保（男子1000m）、岡崎朋美（女子500m）
- 2002年ソルトレイクシティオリンピック
【銀】清水宏保（男子500m）
- 2010年バンクーバーオリンピック
【銀】長島圭一郎（男子500m）、穂積雅子・田畑真紀・小平奈緒（女子チームパシュート）
【銅】加藤条治（男子500m）
- 2018年平昌オリンピック
【金】小平奈緒（女子500m）、髙木菜那・髙木美帆・佐藤綾乃・菊池彩花（女子チームパシュート）、髙木菜那（女子マススタート）※オリンピック新種目、初代女王
【銀】髙木美帆（女子1500m）、小平奈緒（女子1000m）
【銅】髙木美帆（女子1000m）
- 2022年北京オリンピック
【金】髙木美帆（女子1000m）
【銀】髙木美帆（女子500m、1500m）、髙木菜那・髙木美帆・佐藤綾乃（女子チームパシュート）
【銅】森重航（男子500m）

ほかに各種世界大会でも、特に短距離を中心に日本選手は世界に伍した結果を残している。